# Vinnie Paul
Vincent Paul Abbott (Abilene (Texas), 11 maart 1964 - Las Vegas (Nevada), 22 juni 2018), beter bekend als Vinnie Paul, was een Amerikaans muzikant. Hij was vooral bekend als de drummer en medeoprichter van heavy-metalband Pantera. In 2003 richtte hij samen met zijn jongere broer Dimebag Darrell Damageplan op. Hij was daarnaast van 2006 tot aan zijn dood ook lid van Hellyeah. Abbott wordt door verschillende rockmedia gezien als een van de beste metaldrummers aller tijden.

## Jeugd
Vincent Paul Abbott werd op 11 maart 1964 geboren in Abilene (Texas). Zijn ouders waren Carolyn Abbott en Jerry Abbott, een countrymuzikant, -songwriter en -producer. Abbott speelde eerst op de tuba⁣. Echter, zijn vader vond dat er geen carrièreperspectieven voor tubaspelers waren en stimuleerde Abbott om te gaan drummen. Zijn grootste voorbeelden op de drums waren Peter Criss (Kiss), Alex Van Halen (Van Halen) en Tommy Aldridge (o.a. Whitesnake).

## Carrière

### Pantera
Samen met zijn broer Darrell Abbott (op de gitaar) vormde Abbott in 1981 de heavy-metalband Pantera. Met onder andere Terry Glaze op gitaar, Tommy D op de basgitaar en Donnie Hart als leadzanger. Na het vertrek van Hart nam Terry Glaze de zang over. In de zomer van 1982 verliet Bradford de band en werd hij opgevolgd door Rex Brown. De band bracht drie albums uit in deze samenstelling.
Pantera nam zanger Phil Anselmo aan in 1987. Tegen 1990 was de band onder contract gekomen bij Atco Records en werd Cowboys from Hell uitgebracht, wat een keerpunt voor de band bleek te zijn. Na vier studioalbums, een livealbum en een album dat hun beste hits zou bevatten, werden Anselmo en Pantera genomineerd voor vier Grammy Awards in de categorie Best Metal Performance voor de nummers "I'm Broken", "Suicide Note Pt. I", "Cemetery Gates", en "Revolution Is My Name".
In 2001 besloot Anselmo dat hij een pauze van de band wilde hebben, vanwege zijn rugklachten. Hij was op dat moment aan het touren met zijn zijprojecten en opnames aan het maken. Pantera's officiële opheffing vond plaats in 2003 om verschillende redenen, maar voornamelijk vanwege de voortdurende ruzie tussen Anselmo en de Abbott-broers, hoewel Rex Brown neutraal bleef. In de jaren die volgden zou de vijandigheid tussen Abbott en Anselmo toenemen, hoewel Anselmo publiekelijk had aangekondigd dat hij wenste dat Abbott hem zou vergeven en de vriendschap zou herstellen. Abbott verklaarde echter dat hij niet geïnteresseerd was in een gesprek met Anselmo.

### Damageplan
Na het uiteenvallen van Pantera vormden de gebroeders Abbott de heavy-metalband Damageplan. De band nam één album op, New Found Power, dat uitwam op 10 februari 2004. Het nummer "Ashes to Ashes", een samenwerking met Alice in Chains-gitarist-zanger Jerry Cantrell, was niet op tijd af om op het album te komen, maar het stond op de soundtrack van de film The Punisher. Ook was het een bonustrack op de Japanse versie van New Found Power.
Op 8 december 2004, toen Abbott op tournee was om het album van Damageplan te promoten, werd Darrell door ex-marineer Nathan Gale doodgeschoten in Alrosa Villa in Columbus, Ohio. Damageplan is kort daarna uit elkaar gegaan.

#### Toenmalige samenstelling
- Pat Lachman - zang
- Dimebag Darrell - gitaar
- Bob Zilla - basgitaar
- Vinnie Paul - drums

### Hellyeah

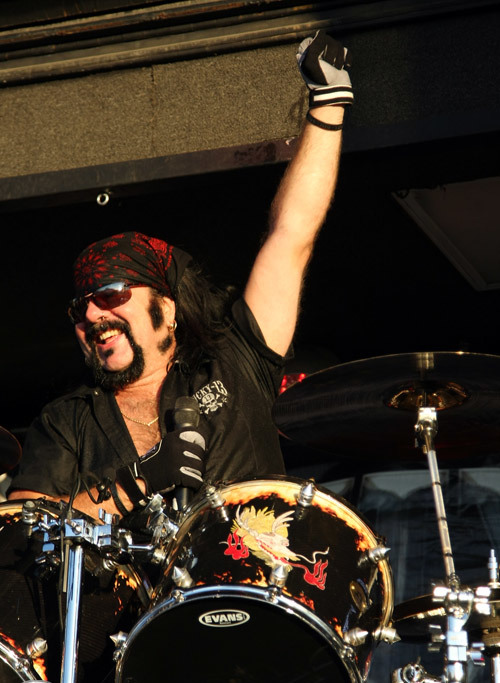
Abbott optredend met Hellyeah

Na de dood van zijn broer vormde Abbott in februari 2006 Big Vin Records en bracht hij Rebel Meets Rebel en een dvd, Dimevision, Volume 1 uit.
In juni dat jaar was Abbott na een onderbreking van 18 maanden niet zeker of hij zou terugkeren naar de muziek, maar sloot hij zich uiteindelijk aan bij de heavy-metal-supergoep Hellyeah, waarin zanger Chad Gray en gitarist Greg Tribbett van Mudvayne, gitarist Tom Maxwell van Nothingface, en bassist Bob Zilla van Damageplan zaten. Hij verving de oorspronkelijke bassist Jerry Montano. Abbott nam zes studioalbums op met deze band. In mei 2019 werd aangekondigd dat Hellyeah voor het eerst sinds Abbott's dood op tournee zou gaan ter promotie van het laatste album Welcome Home dat hij met de band opnam. De drummer van Stone Sour, Roy Mayorga werd gekozen als Abbott's vervanger op de drums.

#### Toenmalige samenstelling
- Chad Gray - zang (2006-2021)
- Tom Maxwell - slaggitaar (2006-2021)
- Kyle Sanders - bas, achtergrondzang (2014-2021)
- Greg Tribbett - leadgitaar (Mudvayne)
- Christian Brady - leadgitaar, achtergrondzang (2014-2021
- Bob Zilla - basgitaar, achtergrondzang (2014-2021) (speelde ook in Damageplan)
- Jerry Montano. (2006-2007)
- Vinnie Paul - drums (2006- tot aan zijn dood in 2018)

## Dood
Op 22 juni 2018 overleed Abbott in zijn huis in Las Vegas op 54-jarige leeftijd. Later werd bekend dat Abbott was overleden aan cardiomyopathie en Ischemische hartklachten. Nieuws over zijn dood werd in eerste instantie gepubliceerd op de officiële Facebook-pagina van Pantera waarbij alleen zijn relaties met de bands Pantera, Damageplan en Hellyeah werden vermeld, samen met een oproep waarin werd gevraagd om de privacy van zijn familie te respecteren. Vijf dagen voor zijn dood vond het laatste optreden van Abbott plaats in The Vinyl, in het Hard Rock Hotel and Resort in Las Vegas. Na zijn dood begonnen de eerbetonen uit de hele metalgemeenschap binnen te stromen, waaronder van de leden van Black Sabbath, Guns N' Roses, Metallica, Megadeth, Alice in Chains, Lamb of God, Periphery, Slipknot, the Acacia Strain, In Flames en vele anderen. Hij ligt begraven naast zijn moeder, Carolyn, en broer, Darrell, op begraafplaats Moore Memorial Gardens Cemetery in Arlington, Texas. Eind 2020 werd een hek rond de Abbott-begraafplaats geplaatst in een poging vandalisme te stoppen; Abbott merkte naar aanleiding van het bekladden van het graf van zijn broer op dat het vandalisme "een echte respectloze zaak" was.